# Специфичен глад
Специфичният глад е засилено предпочитание към храни, които съдържат определена съставка като например минерал или витамин, при условията на засилена потребност от нея. Той обикновено се различава от извратения вкус.
Явлението на специфичния глад за първи път е документирано от Кърт Рихтер, който открива, че плъховете адаптивно модифицират поемането на въглехидрати, мазнини, протеини, натрий, калций. витамин В, витамин Е и др.
Специфичният глад за натриев хлорид за разлика от другите известни видове специфичен глад очевидно зависи от вроден програмиран механизъм, който може да се задейства от потребност. Когато на плъха започне да липсва NaCl, той незабавно започва да демонстрира засилено предпочитание към храни и течности съдържащи някаква концентрация на NaCl или LiCl, който има сходен вкус, но е отровен. Плъхът демонстрира и засилена степен на оперантно поведение, което е било подкрепяно с натриев хлорид преди това състояние, но е в процес на заглъхване, след като потребността е налице. Има някои доказателства, че същите принципи са приложими и при хората.
Обратното, други видове специфичен глад, изглежда, се развиват по начина на пробите и грешките. Очевидно предпочитанието се развива–поне отчасти–чрез процес на елиминиране, след като животното научи неприятните страни на всяка храна с такъв дефицит, която опитва. За някои съставки като витамин А и витамин D плъхът не научава нито изпитването на неприятно чувство към храните с такъв дефицит, нито предпочитания към обогатени храни.
Освен това понякога се появява и научаване на специфични предпочитания. Д. М. Захорик демонстрира, че плъховете развиват предпочитания към храни, които подпомагат възстановяването на дефицитите на витамини, и че предпочитат тези храни дори пред старите „безопасни“ храни, които нито са причинили, нито са облекчили дефицита.